# Торі (острів)
Торі (давньоірл. Toirinis, Torach, ірл. Oileán Thoraigh) — острів в Атлантичному океані, біля північного узбережжя Ірландії. Входить в графство Донегол, провінції Ольстер.

## Физико-географична характеристика

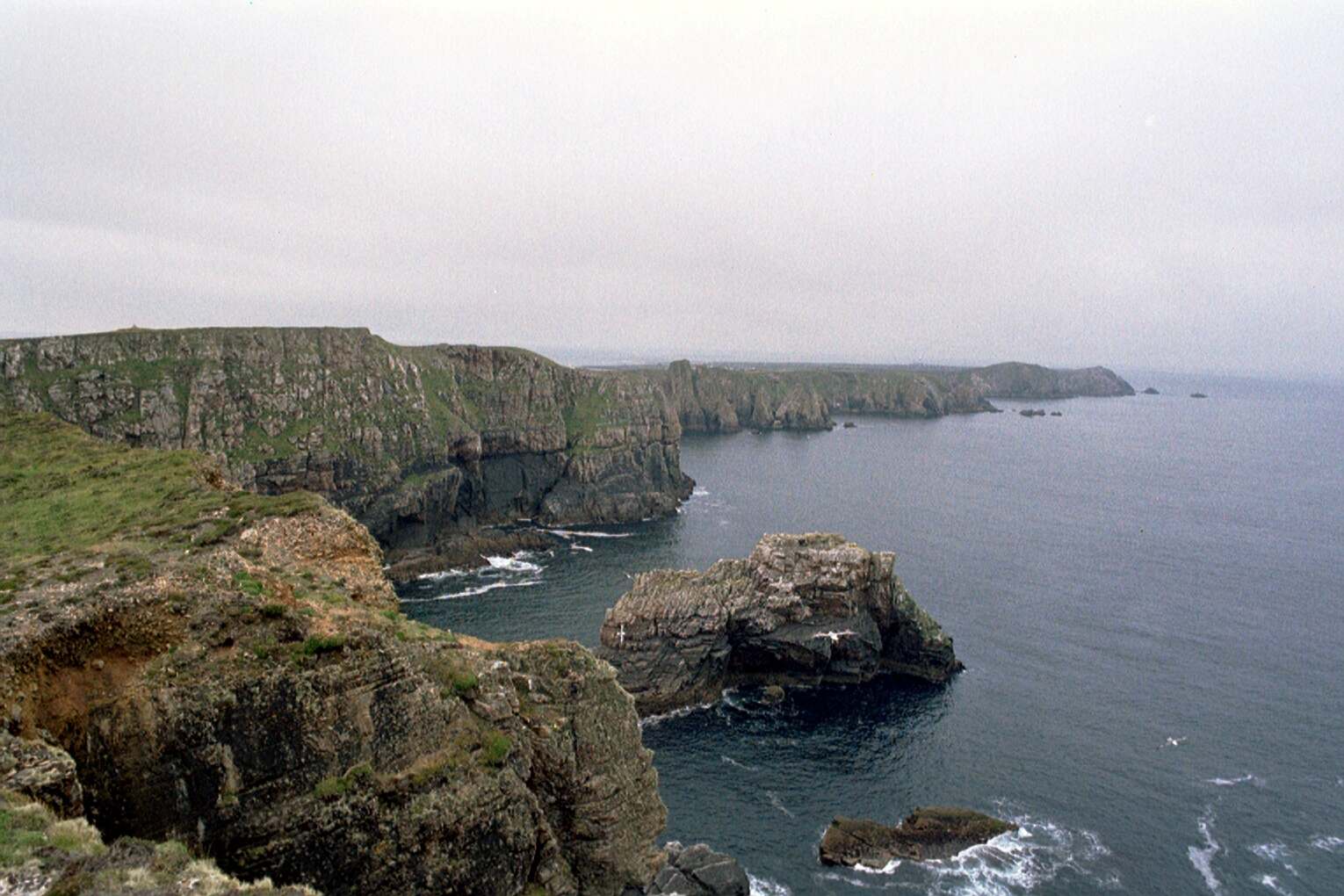
Узбережжя острову Торі

Довжина острова становить 5 км, а ширина - 1 км. Північне узбережжя сильно порізане затоками і бухтами, береги досить круті та уривисті. На острові знаходиться 4 селища — Східне місто, Західне місто, Мідлтаун і Ньютаун, загальне населення яких становить 150-170 чоловік.
Вища точка Торі - гора Тор-Мор (що, в перекладі зі староірландської мови, означає Висока вежа)

## Король Торі
На острові є традиція, згідно з якою, жителі Торі вибирають собі короля. Він не має ні яких формальних повноважень, але в його функції входить спілкування з пресою від імені населення, а також зустріч гостей і туристів. На поточний момент, королем Торі є відомий художник Петсі Ден Роджерс.